# Witelon

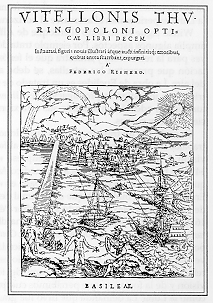
Strona tytułowa Vitellonis Thuringopoloni opticae libri decem (Bazylea 1572)

Witelon, inne formy imienia: Witelo, Witello, Vitellio, Vitelo, Vitello, Vitello Thuringopolonis (ur. około 1230 na Dolnym Śląsku , zm. pomiędzy 1280 a kwietniem 1314) – polski mnich i uczony: fizyk, matematyk i filozof, znany z prac nad optyką i psychologią spostrzegania.

## Kontrowersje wokół nazwiska
W wielu encyklopediach podawane jest także nazwisko Erazm Ciołek (łac. Vitellus), które zasugerował w 1810 r. prof. prawa Uniwersytetu Jagiellońskiego Józef Sołtykowicz. Historyk nauk ścisłych tego samego uniwersytetu, Aleksander Birkenmajer, wykazał bezpodstawność tej hipotezy, po pierwsze przypominając, że w XIII w. nie istniały jeszcze nazwiska, po drugie zaś przedstawiając źródłosłów imienia Witelo, zdrobnienia od Wito, śląskiej wersji germańskiego Gwido.

## Życiorys
Daty urodzin i śmierci nie są pewne: urodził się na Dolnym Śląsku, prawdopodobnie w Legnicy; inne źródła podają, że urodził się w miejscowości Borów lub Borek; będąc synem niezamożnej rodziny plebejskiej, Polki z rycerskiego rodu i kolonisty z Turyngii (pisał o sobie „syn Turyngów i Polaków” – łac. Turingorum et Polonorum filius).
Początkowo nauki pobierał w szkole klasztornej w Legnicy. Tam też został zakonnikiem. Następnie studiował sztuki wyzwolone w Paryżu (1254-1257), później zaś prawo kanoniczne, filozofię i nauki ścisłe w Padwie (1262-1268). Jesienią 1268 r. wyruszył do Viterbo pod Rzymem, gdzie zaprzyjaźnił się z Wilhelmem z Moerbeke, wcześniejszym współpracownikiem Tomasza z Akwinu. Korzystając z jego tłumaczeń starożytnych dzieł greckich, napisał Vitellionis Mathematicii Doctissimi Peri Optikīs id est de natura, ratione et proiectione radiorum visus, luminum, colorum atque formarum quam vulgo Perspectivam vocant Libri X („Witelona Matematyka Wielce Uczonego o Optyce, to jest o naturze, przyczynie i padaniu promieni wzroku, światła, barw oraz kształtów, którą powszechnie nazywają Perspektywą, ksiąg dziesięcioro”), później rozpowszechnione pod skróconymi tytułami De Perspectiva („O Perspektywie”) i De Optica („O Optyce”), dedykując je właśnie Wilhelmowi z Moerbeke.
Był ściśle związany z Wrocławiem, przebywając w otoczeniu książąt i biskupów wrocławskich oraz będąc przewodnikiem duchowym księcia Władysława, który razem z nim pojechał do Padwy i przebywał tam w latach 1262-1265, następnie zaś udał się do Wrocławia, by przejąć tron biskupi Pasawy.
Po napisaniu De Perspectiva Witelon zajął się działalnością dyplomatyczną: brał udział w soborze powszechnym w Lyonie w 1274 r., był posłem księcia Henryka IV Probusa do papieża Jana XXI oraz służył czeskiemu królowi Przemysłowi Ottokarowi II. Następnie prawdopodobnie poświęcił się nauczaniu w szkole parafialnej pod wezwaniem św. Piotra i Pawła w Legnicy. Z innych dokonań Witelona należy wspomnieć o upowszechnianiu przez niego dzieł starożytnych uczonych i konstruowaniu przyrządów do kreślenia krzywych.
Po powrocie na Śląsk od 1274 roku był kanonikiem wrocławskiej kapituły katedralnej z nadanym przez Henryka IV Probusa uposażeniem w postaci podwrocławskiej wsi Żórawina.
Zmarł pomiędzy rokiem 1280 a kwietniem 1314. Duża rozbieżność dat zgonu wynika prawdopodobnie z faktu, że pod koniec życia jego aktywność naukowa i polityczna nie została udokumentowana, brak o nim wszelkich informacji po roku 1280. Niektórzy historycy identyfikują go z tajemniczym mnichem zmarłym w roku 1314 we Francji, w La Vicogne, w tamtejszym klasztorze norbertanów, co jest raczej mało prawdopodobne. Istnieją przekazy wskazujące, że w 1314 roku za jego duszę odprawiono mszę żałobną w katedrze wrocławskiej, której był kanonikiem.
Tajemnicza postać Witelona stała się źródłem rozmaitych legend, plotek oraz inspiracji literackich. Łódzki prozaik Witold Jabłoński napisał cykl powieści pt. Gwiazda Wenus, Gwiazda Lucyfer (2003-2007), którego bohaterem jest ten właśnie uczony.

## Dorobek naukowy
Witelon miał bardzo nowatorskie poglądy na temat anatomii oka i fizjologii widzenia. Jest uznawany za twórcę podwalin wiedzy psychologiczno-psychiatrycznej i psychopatologicznej. Poza zagadnieniami fizycznymi optyki, w których wzorował się na poglądach arabskiego uczonego Alhazena (około 965-1039) oraz Roberta Grosseteste z Oksfordu, rozpatrywał również np. prostoliniowe rozchodzenie się światła, jego odbijanie, rozpraszanie, załamanie, świetlne zjawiska meteorologiczne, analizował także psychologiczny aspekt spostrzegania. W swoim dziele o optyce, a także we wcześniejszej rozprawie Tractatus de primaria causa poenitentiae et de natura daemonum („Traktat o najgłówniejszej przyczynie skruchy i o naturze demonów”) z roku 1268 wskazywał m.in., że złudzenia wzrokowe są wynikiem warunków obserwacji oraz wyobrażeń i sposobu myślenia, pisząc np. że „oko nie otrzymuje żadnej innej informacji poza światłem, barwą i wielkością kątową”, a dopiero umysł dokonuje „przetworzenia wrażeń z pomocą przedstawień branych z doświadczenia”. Wprost wyraża również swój szacunek do geometrii, opisując jak w wilgotnym powietrzu człowiek widzi stojącą przed nim swoją kopię. Jeśli nie zna zasad matematyki, może uznać to za działanie demona i przestraszy się, „lecz ten, który potraktuje to w sposób naturalny i matematyczny, nieźle się uśmieje.”
Przyczyn złudzeń wzrokowych upatrywał zarówno w warunkach obserwacji, np. słabego oświetlenia jak i w poprzednich doświadczeniach obserwatora. Jedną z jego najbardziej przenikliwych analiz jest przykład „Maura”, który „widzi czarnego anioła, podczas gdy dla chrześcijan ma on jasną skórę” natomiast diabeł dla chrześcijan jest czarny, a dla Maurów jasnoskóry. Mimo że Witelon nie negował istnienia demonów, a nawet opisał szczegółowo ich naturę i zachowanie, to niedwuznacznie wskazał, że materialne wyobrażenie demonów może być złudzeniem, mającym swoje uwarunkowania kulturowe, np. związane z samooceną poszczególnych ludów, zaś większa część opowieści o demonach, które pojawiają się, ale nic nie robią ma swoje źródło w różnego rodzaju złudzeniach wzrokowych.

## Poglądy filozoficzne
Witelo był zwolennikiem koncepcji dwóch dróg poznania: drogi rozumu oraz objawienia chrześcijańskiego. W przeciwieństwie do św. Tomasza z Akwinu dopuszczał jednak rozbieżność wiedzy uzyskanej każdym z tych środków, jak twierdzi w De causa primaria poenitentiae et de natura daemonum: „Nie chcę przez to moje pisanie przeszkadzać lepszym poglądom i najczcigodniejszej wierze chrześcijańskiej, której ufam bardziej niż jakiemukolwiek rozumowaniu”.
Wiele wskazuje, że poglądy Witelona nie były silnie uzależnione od współczesnych autorytetów filozoficznych żyjących w tych samych czasach, takich jak św. Tomasza z Akwinu czy św. Bonawentury. W sprawach filozofii bazował głównie na Awicennie i Al-Ghazalim oraz silnie zmodyfikowanych koncepcjach platońskich i chrześcijańskich, natomiast naukowymi autorytetami byli dla niego m.in. Arystoteles i Galen. Szczegółowo opisał budowę i działanie ludzkiej duszy w liście „O najgłówniejszej przyczynie skruchy (...)”, przy czym pomimo rozróżnienia różnych funkcji umysłu, traktował go jako niepodzielną całość. Wielokrotnie powoływał się przy tym na swoją nieznajomość teologii oraz naukowe podejście do tematu. Odrzucał twierdzenie o upadku Szatana jako niezgodne z rozumem oraz uznał demony za rodzaj zwierząt, szlachetniejszych jednak od człowieka, w których przeważa element duchowy i które zbudowane są głównie z elementu powietrza. Mają, według niego, zmysł dotyku, ale mniej czuły niż ludzie i zwierzęta, za to ich intelekt przewyższa ludzki. Tłumaczy, że demony spółkują z kobietami przez tę samą lubieżność, która u ludzi powoduje zoofilię, jednak u demonów jest to zjawisko rzadsze niż u ludzi oraz pogardzane, oba ze względu na większą czystość duchową. Przypisuje też demonom zdolności prorocze, zmiennokształtność, opętania i poruszanie ciałami martwych.

## Twórczość
Był on pierwszym szeroko znanym polskim uczonym piszącym o sobie in nostra terra, scilicet Polonia – „z naszej ziemi, to znaczy Polski”, autorem dzieła o optyce i fizjologii widzenia pt. Perspectivorum libri decem, które ukończył około roku 1273, przebywając na dworze papieskim w Viterbo. Po raz pierwszy opublikowano je drukiem w Norymberdze już w 1535. Rozprawa ta była wznawiana jeszcze kilkaset lat po jego śmierci, znali ją m.in.: Leonardo da Vinci, Mikołaj Kopernik i Johannes Kepler.

### Ważniejsze dzieła
- Vitellionis Mathematicii Doctissimi Peri Optikīs id est de natura, ratione et proiectione radiorum visus, luminum, colorum atque formarum quam vulgo Perspectivam vocant Libri X („Witelona Matematyka Uczonego o Optyce, to jest o istocie, przyczynie i padaniu promieni wzroku, barw oraz kształtów, którą powszechnie nazywają perspektywą, ksiąg dziesięcioro”) – obszerne dzieło o optyce powst. prawdopodobnie w latach 1270-1273, wyd. Norymberga 1535, drukarnia I. Petreius; wyd. następne: Norymberga 1551; pt. Vitellonis Thuringopoloni Opticae Libri decem, Bazylea 1572; fragmenty ogł. K. Bäumker „Witelo. Ein Philosoph und Naturforscher des XIII Jahrhunderts”, Münster 1908, Beiträge z. Geschichte d. Philosophie d. Mittelalters, t. 3, zeszyt 2; przekł. polski fragm. dedykacji Wilhelmowi z Moerbeke ogł. P. Chmielowski Złota przędza, t. 4, Warszawa 1887
- De causa primaria poenitentiae („O najgłówniejszej przyczynie skruchy”) – pismo psychologiczno-etyczne, wyciąg z rękopisu paryskiego (Cod. Paris. lat. 17796), ogł. A. Birkenmajer „Studia nad Witelonem”, cz. I: Dwa nieznane pisemka Witelona, Archiwum Komisji do Badań Historii Filozofii w Polsce, t. 2 (1926)
- De natura daemonum („O naturze demonów”) – pismo fizjologiczno-filozoficzne o demonach, wyciąg ogł. A. Birkenmajer „Studia nad Witelonem”, cz. I: Dwa nieznane pisemka Witelona, Archiwum Komisji do Badań Historii Filozofii w Polsce, t. 2 (1926). Oryginalnie należało do tego samego listu co „O najgłówniejszej przyczynie skruchy”.
- De ordine entium („O porządku bytów”) – zaginione, traktat filozoficzny
- De elementis conclusionibus („O wnioskach z »Elementów«”) – zaginione, o wnioskach z Elementów Euklidesa, wyprowadzonych w mniemaniu Witelona przez następców Euklidesa
- De partibus universi („O częściach świata”) – zaginione, w formie listu do przyjaciół
- De philosophia naturalis („O filozofii natury”) – zaginione, część o meteorologii, część o wzajemnym oddziaływaniu ciał i sił fizycznych
- Naturales animae passiones („Naturalne afekty duszy”) zaginione, traktat o treści fizjologicznej
- Scientia motuum caelestium („Nauka o ruchach niebieskich”) – zaginione, wykład astronomii

### Utwór o autorstwie niepewnym
- De intelligentiis („O inteligencjach”), wyd. krytyczne na podstawie 6 rękopisów K. Bäumker Witelo. Ein Philosoph und Naturforscher des XIII Jahrhunderts, Münster 1908, Beiträge z. Geschichte d. Philosophie d. Mittelalters, t. 3, zeszyt 2; rękopisy m.in.: Biblioteka Laurencjańska we Florencji, (traktat filozoficzny o duchach czystych; W. Rubczyński i K. Bäumker uważają ten traktat za identyczny z zaginionym De ordine entium; A. Birkenmajer przesuwa natomiast czas jego powstania na lata 1220-1230).

## Dziedzictwo Witelona

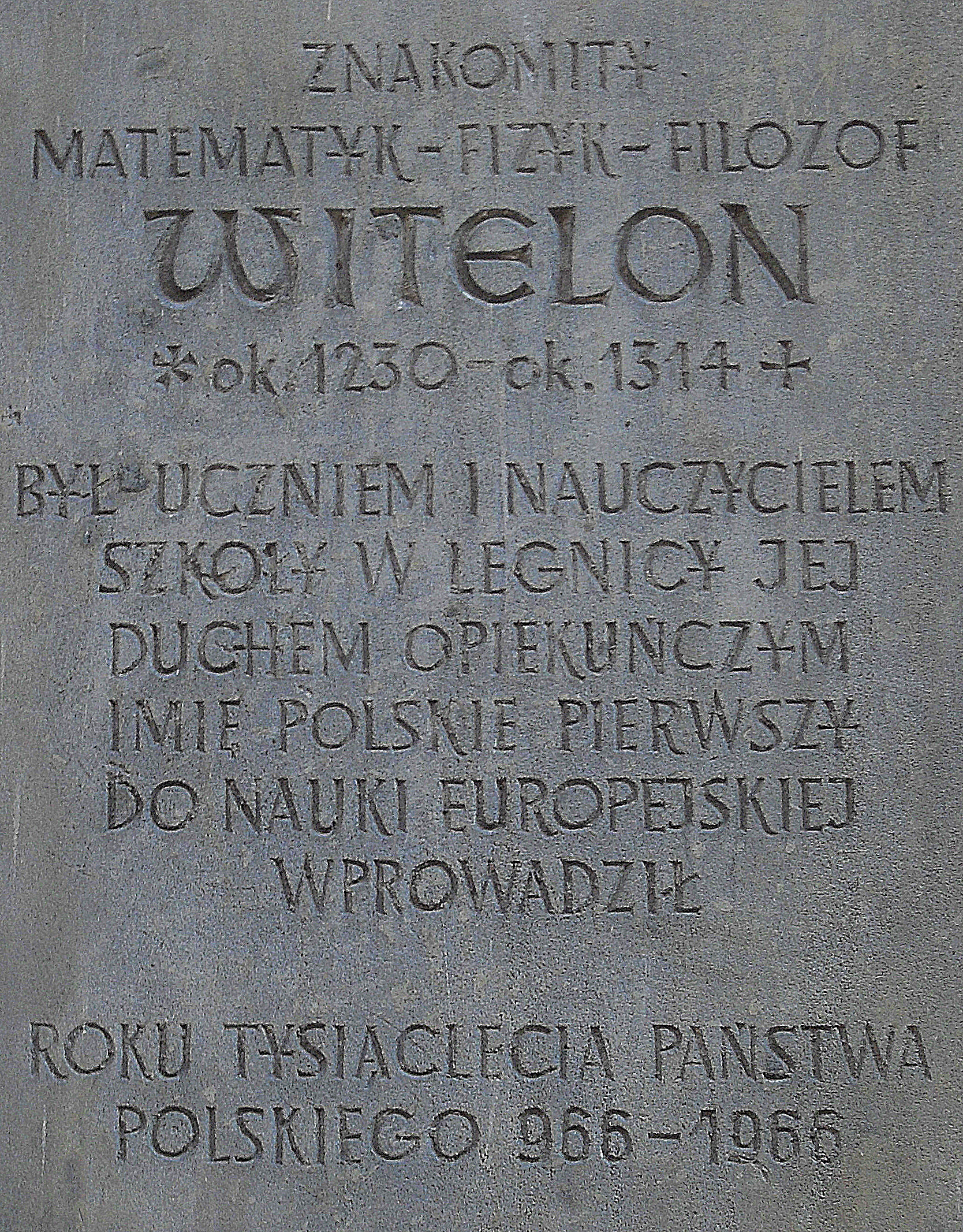
Fasada Muzeum Miedzi w Legnicy

- W roku 1430 optykę witelońską na Akademii Krakowskiej wykładał Sędziwoj z Czechła.
- W roku 1935 Międzynarodowa Unia Astronomiczna  nazwała jeden z kraterów na Księżycu imieniem Witelona – Vitello.
- W roku 1975 w Żórawinie przebudowano pomnik ofiar I wojny światowej na monument ku czci Witelona[7].
- Imieniem Witelona nazwano jedną z ulic we Wrocławiu, znajdującą się na osiedlu Szczytniki[8].
- Imię Witelona nadano jednej z ulic w centrum Legnicy (w 1991 r.)[9].
- Imieniem Witelona nazwano Państwową Wyższą Szkołę Zawodową w Legnicy[10].
- Imieniem Witelona nazwano powołaną w 2010 roku lożę wolnomularską należącą do Wielkiego Wschodu Polski[11].
- Witelon Music Night oraz Witelon Jam Sesion - imię Witelona znajduje się w nazwie cyklu koncertów organizowanych przez PWSZ w Legnicy[12].